# (870) Manto
(870) Manto es un asteroide perteneciente al cinturón de asteroides descubierto el 12 de mayo de 1917 por Maximilian Franz Wolf desde el observatorio de Heidelberg-Königstuhl, Alemania.
Está nombrado por Manto, un personaje de la mitología griega.